# Walchow (Fehrbellin)

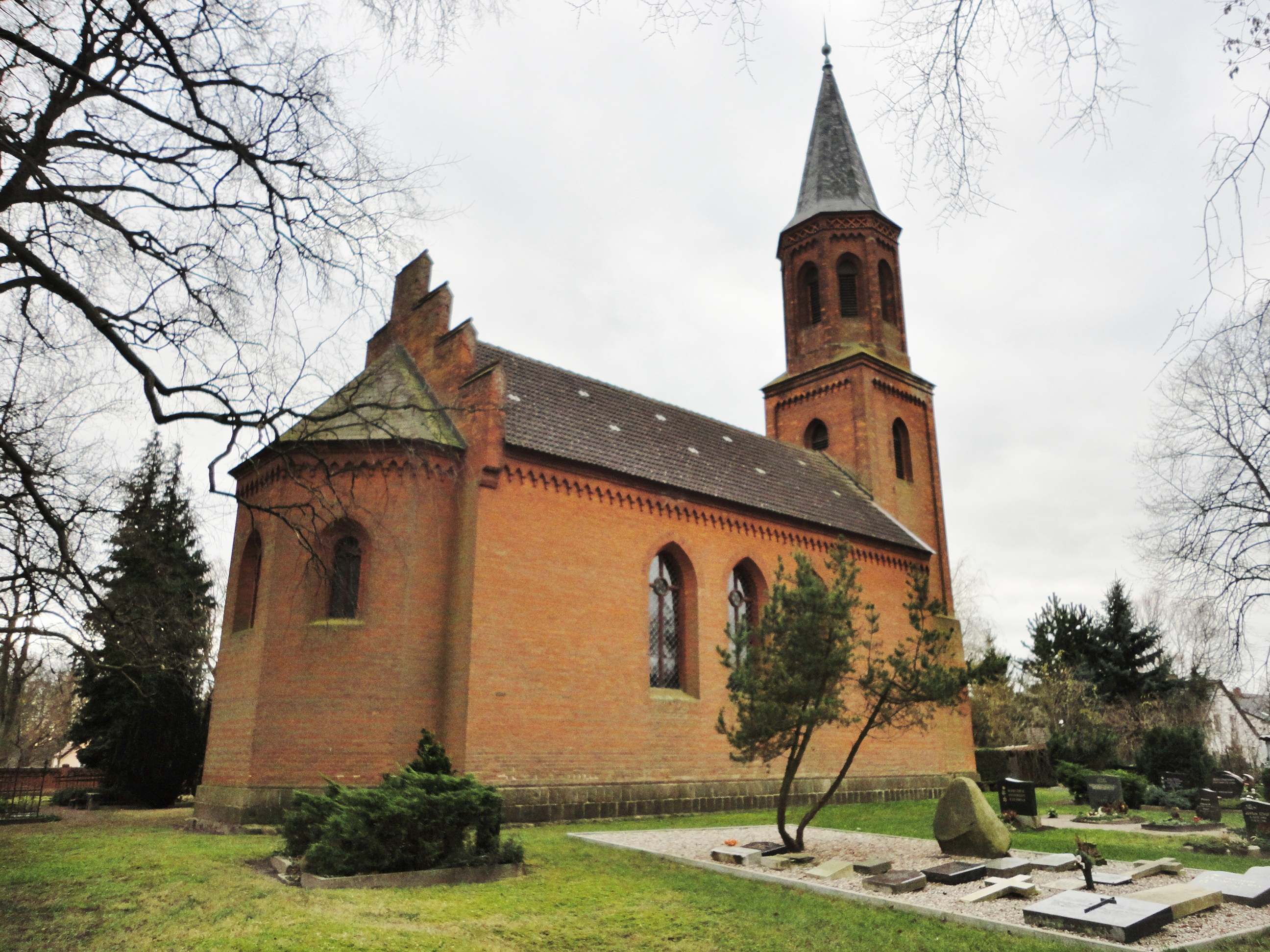
Die Kirche in Walchow

Walchow ist ein Ortsteil der Gemeinde Fehrbellin im Landkreis Ostprignitz-Ruppin  im Land Brandenburg. Das Straßendorf hat eine Größe von 7,7 km², hier wohnten im Oktober 2009 191 Einwohner.

## Geographie
Walchow liegt 4,5 Kilometer nördlich von Fehrbellin. Der Ortsteil liegt im Norden des Rhinluches.

## Geschichte

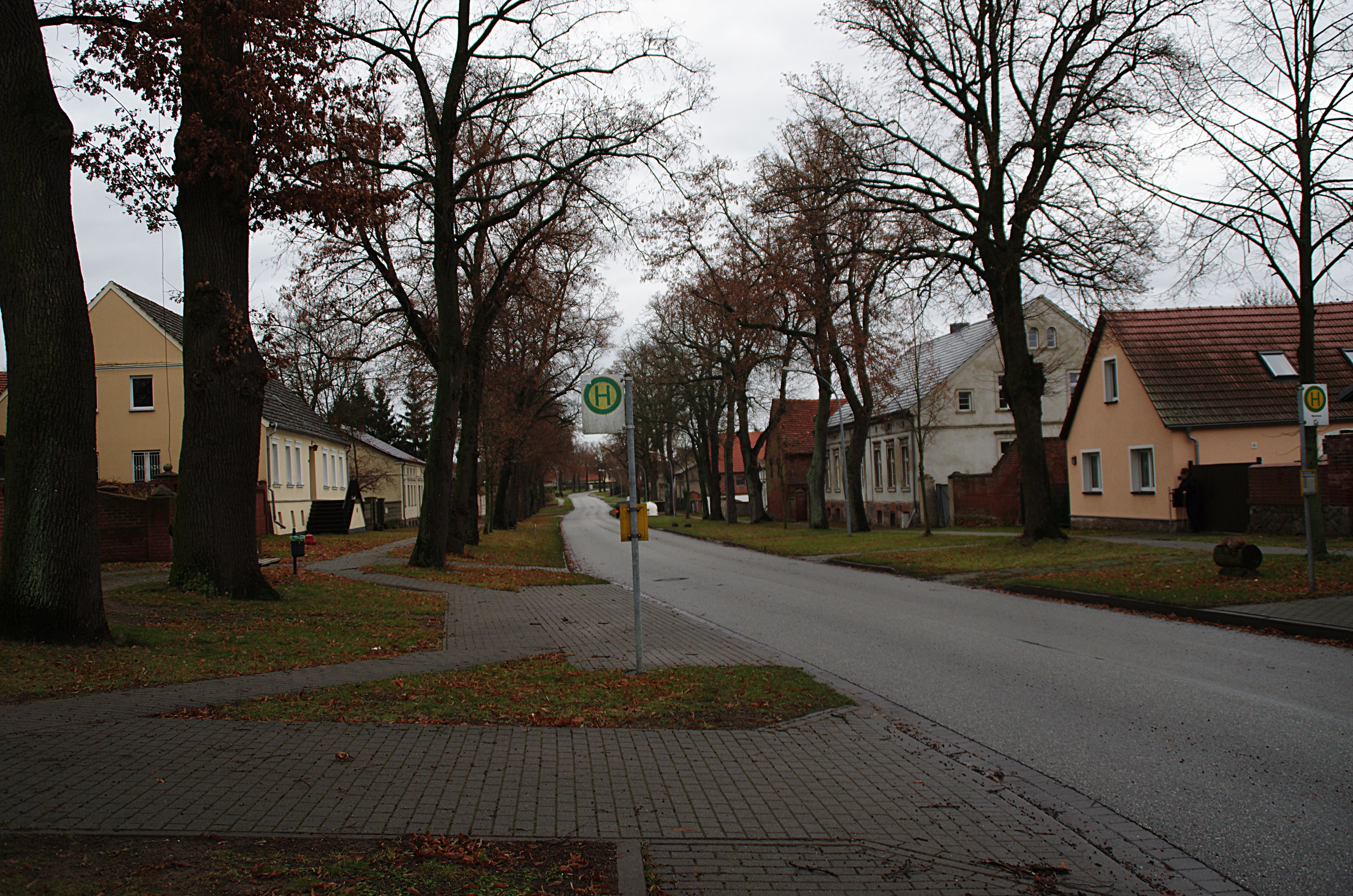
Dorfstraße in Walchow

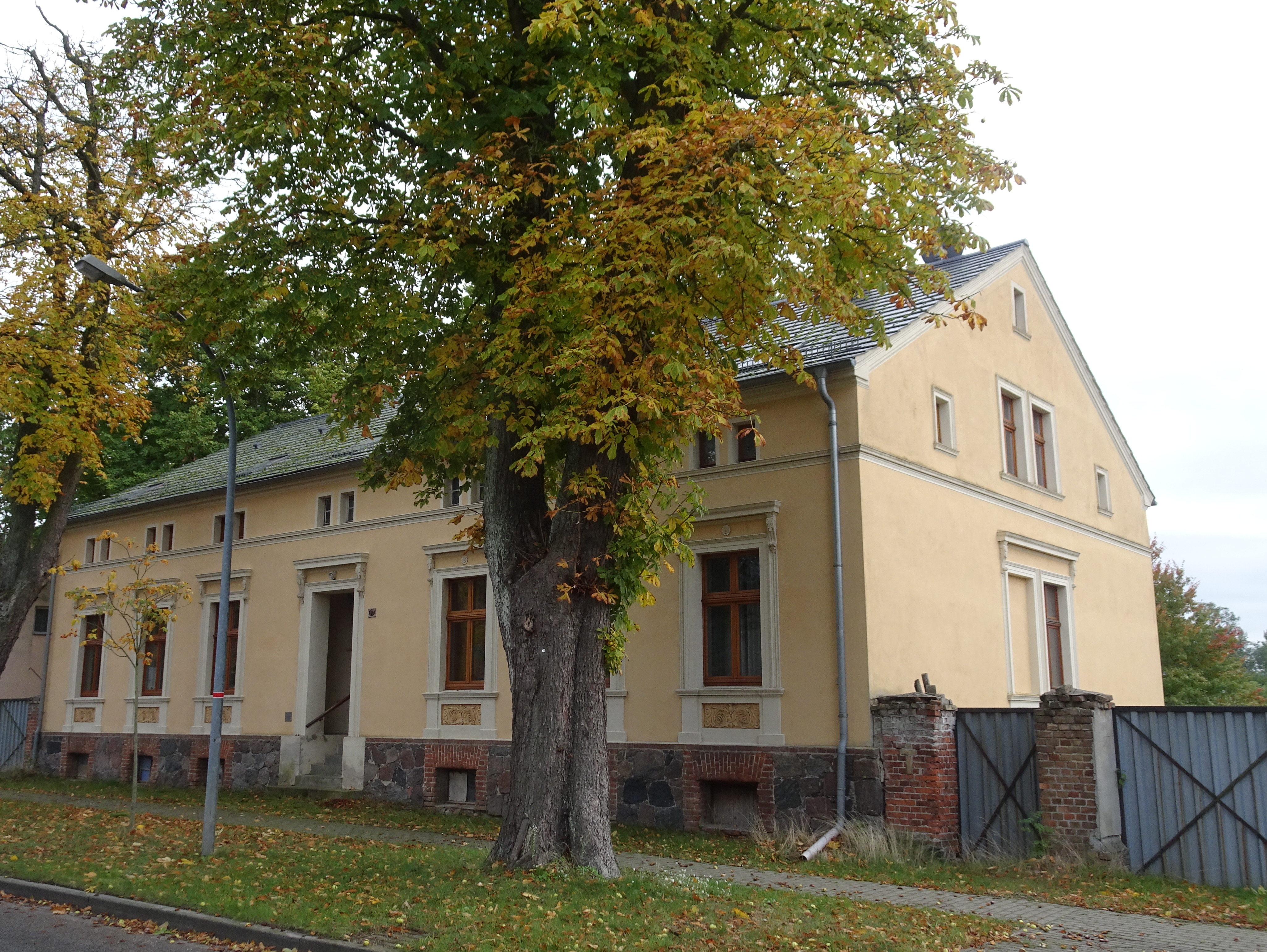
Walchow Dorfstr. 11

Im Bereich von Walchow sind Fundstücke aus der Mittelsteinzeit und der Bronzezeit gefunden worden. 800 Meter östlich wurden in einer Sandgrube Spuren einer slawischen Siedlung gefunden. Urkundlich wurde der Ort das erste Mal im Jahre 1445 erwähnt. Um 1490 war Walchow ein Teil der im Kern reichsunmittelbaren Herrschaft Ruppin unter der Landesherrschaft der Grafen von Lindow-Ruppin. Im Jahre 1638 wurde das Dorf während des Dreißigjährigen Krieges vollständig abgebrannt. 1699 waren alle Höfe durch Holländer und Pfälzer wieder besiedelt. Ab 1992 gehörte Walchow zum Amt Fehrbellin, seit 2003 ist Walchow ein Ortsteil von Fehrbellin.
Im Jahre 1952 wurde die LPG Typ III „Ernst Thälmann“ gegründet.

## Sehenswürdigkeiten

### Die Dorfkirche Walchow
Die Dorfkirche Walchow wurde 1851/1852 erbaut. Es ist ein neugotischer Bau aus Ziegel mit einem Westturm. Die Kirche ist ein Saalbau, im Osten befindet sich eine Apsis und ein Staffelgiebel. Die Ausstattung im Inneren ist aus der Bauzeit. Auf dem Friedhof befindet sich die Grabstätte Hölsche-Zerahn. Die Grabstätte wurde 1868 errichtet.

### Weitere Bauwerke
- Das Wohnhaus und das Stallgebäude in der Dorfstraße 11 sind Teil eines ehemaligen Vierseithofes. Das Wohnhaus ist ein eingeschossiges, traufständiges Haus mit einem Satteldach. In der mittleren Achse von sieben Achsen befindet sich der Eingang. Das Stallgebäude wurde Ende des 19. Jahrhunderts erbaut.
- Das Gehöft in der Dorfstraße 15 wurde in der zweiten Hälfte des 19. Jahrhunderts erbaut. Es war mal ein Vierseithof. Es ist ein eingeschossiger, traufständiger Bau mit sieben Achsen. In der mittleren Achse befindet sich der ehemalige Eingang, er ist heute zugemauert.

## Persönlichkeiten
- Christian Gottfried Struensee (1717–1782), Rektor des Domgymnasiums Stephaneum in Halberstadt